# Unión Navarra de Izquierdas
 (octobre 2018).
Si vous disposez d'ouvrages ou d'articles de référence ou si vous connaissez des sites web de qualité traitant du thème abordé ici, merci de compléter l'article en donnant les références utiles à sa vérifiabilité et en les liant à la section « Notes et références ».
Unión Navarra de Izquierdas (Union navarraise de gauche, dont l'acronyme UNAI signifie, en basque, vacher) était une coalition électorale formée en 1977 pour se présenter aux premières élections après la dictature franquiste dans la circonscription électorale de Navarre, tandis qu'une coalition alliée, Euskadiko Ezkerra, se présentait dans les circonscriptions de Biscaye, Guipuscoa et Alava.

## Historique
UNAI se constitua autour de plusieurs partis nationalistes basques et d'idéologie communiste qui avaient fait partie de la plateforme Euskal Erakunde Herritarra, comme Euskal Iraultzarako Alderdia (EIA), Euskadiko Mugimendu Komunista (EMK), l'Organisation de Gauche communiste (OIC-EKE) et, plus tard, l'Organisation révolutionnaire des travailleurs (ORT). La coalition était en faveur de l'exercice du droit à l'autodétermination et l'incorporation de la Navarre au Pays basque.
Lors des élections générales de juin 1977, la tête de liste de la coalition fut Javier Erice, qui avait été maire de Pampelune quelques mois en 1976 avant d'être destitué par le gouverneur civil. UNAI réunit la majeure partie du vote nationaliste basque de gauche en Navarre en obtenant 9,47 % des voix et s'imposant comme la troisième force politique de la province. Malgré ce relatif succès, les 24 489 votes obtenus ne permirent pas à la coalition d'obtenir un député aux Cortes Constituyentes (UCD obtint trois députés et le PSE-PSOE les deux restant). UNAI n'obtint pas, non plus, de représentation au Sénat.
En 1977, UNAI envoya Jesús Arra pour participer à la commission chargée de préparer l'accord pré-autonomique. Mais le départ de beaucoup de militants et candidats d'Euskadiko Ezkerra, en désaccord avec la décision de la coalition de participer à cette même commission, créa des remous au sein d'UNAI. Une partie de ces militants rejoindra par la suite Herri Batasuna. De plus, les débats autour de cette question entre EIA et EMK causeront le départ d'EIA de la coalition. Dans le même temps, l'ORT fut expulsée pour avoir enregistré le sigle UNAI à son nom.
Lors des élections générales de mars 1979, avec une candidature totalement liée à l'ORT, sa tête de liste fut José Miguel Ibarrola (secrétaire général du Syndicat Unitaire) et obtint seulement 10 970 voix soit 4,34 % des votes, étant loin d'obtenir une quelconque représentation. De leur côté, EMK et l'OIC-EKE, en plein processus de rapprochement, présentèrent une candidature commune et obtinrent 2 962 voix soit 1,17 % des votes.
A l'occasion des élections au Parlement de Navarre d'avril 1979, UNAI obtint des résultats beaucoup plus faibles qu'en 1977 avec seulement 7 419 voix (2,92 %). Malgré cela, la coalition gagna un siège de parlementaire pour la mérindade de Tudela, occupé par Jesús Casajús. De son côté, Euskal Iraultzarako Alderdia (EIA) se présenta en tant qu'Euskadiko Ezkerra en Navarre, au sein de la coalition Nationalistes basques (avec le Parti nationaliste basque, Euskal Sozialistak Elkartzeko Indarra et le Parti du travail d'Espagne) dans la zone de Pampelune et au sein des Regroupements Electoraux de Merindad (avec Herri Batasuna et Euskadiko Mugimendu Komunista) dans les zones d'Estella, de Sangüesa et d'Olite. Dans le même temps, EMK présenta d'autres candidatures, comme Asociación Navarra de Ayuntamientos de Izquierdas (ANAI) ou Asamblea Navarra de Iequierdas (ANIZ).
À partir de 1982 et la constitution d'Euskadiko Ezkerra en tant que parti politique, UNAI disparut du panorama politique navarrais.